# کردهای ایران
کردهای ایران (به کُردی:کوردانی ڕۆژهەڵات ) به مردمانی از ایران گفته می‌شود که کردزبان و کردتبار هستند. کردها پس از فارسی زبانان و ترک‌زبانان، سومین گروه  عمده در کشور ایران هستند. بنابر آمار تخمینی در سال ۲۰۱۴ میلادی جمعیت کردها در ایران حدود ۸ میلیون نفر تخمین زده شده که تقریباً شامل ۱۰ درصد از جمعیت ایران بوده‌است.

## پراکندگی جغرافیایی
بخش‌های کردنشین ایران شامل اکثر مناطق استان‌های کردستان، کرمانشاه و ایلام همچنین بخش‌هایی در استان‌های آذربایجان غربی و خراسان شمالی می‌شود. در استان بوشهر نیز کمی از کردهای زنگنه وجود دارند. در استان هرمزگان و جنوب استان فارس نیز جمیعتی ۲۰ تا ۳۰ هزار نفری از کردها در کنار اچمی‌ها (خودمونی‌ها) زندگی می‌کنند.
کردها عمدتاً کردستان ایران را به عنوان یکی از چهار قسمت سرزمین کردستان در نظر می‌گیرند که بخش‌های دیگر آن در کردستان ترکیه، کردستان عراق و کردستان سوریه قرار دارد.
کردها در ایران اکثراً در سه استان عمدتاً کردنشین ایران شامل استان‌های کرمانشاه، کردستان و ایلام با در نظر گرفتن بخش‌های کُردنشین آذربایجان غربی و خراسان شمالی، در کل جمعیتی حدود ۵ میلیون نفر را به‌صورت متمرکز دارا بوده‌اند،' که البته با حساب جمعیت پراکنده کُرد در دیگر استان‌های ایران، برخی منابع جمعیت کلی کُردهای ایران را در سال ۲۰۱۴ میلادی حدود ۸ میلیون نفر تخمین زده‌اند.
کُردها در استان‌های آذربایجان غربی و کردستان پیرو مذهب تسنن شافعی هستند در استان‌ کرمانشاه نیز بخشی سنی، بخشی شیعه و بخشی یارسان در استان های ایلام و خراسان شمالی اغلب کُردها پیرو مذهب تشیع اند.

## وضعیت حقوق بشر
بنا بر برخی گزارش‌ها نیروهای وابسته به جمهوری اسلامی ایران در ۷ فروردین ۱۳۵۹ به مردم روستای قلاتان در شرق اشنویه حمله کردند که طی آن دست‌کم ۱۳ غیرنظامی کشته شده‌است. گزارش‌های دیگری مبنی بر کشتار مردم غیرنظامی در روستای قارنا منتشر شده‌است که طی آن دست‌کم ۴۵ نفر کشته شده‌اند. تنها در اوت ۱۳۵۸ صادق خلخالی فرستادهٔ روح‌الله خمینی به کردستان ۵۸ نفر را در دادگاه‌های چنددقیقه‌ای در کردستان ایران اعدام کرد. به گفتهٔ جلال محمودزاده، نماینده سردشت و پیرانشهر در مجلس تنها در سال ۱۴۰۰ بیش از ۱۷۰ کول‌بر توسط مأموران نظامی جمهوری اسلامی ایران در حال کار کردن کشته شده‌اند. به گزارش رادیو زمانه در فاصلهٔ سال‌های ۱۳۹۷ تا ۱۴۰۰ تعداد ۹۵۰ کولبر در کردستان ایران کشته یا مجروح شده‌اند. به گزارش مرکز آمار سازمان حقوق بشری کُردپا طی سال‌های ۱۳۹۰ تا ۱۳۹۹ تعداد ۵۱۵ کولبر کشته و ۹۸۶ کولبر زخمی شده‌اند که ۱۱۰۱ مورد معادل با ۷۳ درصد از این موارد با شلیک مستقیم نیروهای نظامی جمهوری اسلامی ایران اتفاق افتاده‌است. همچنین به گزارش مرکز آمار سازمان حقوق بشری کُردپا در جریان اعتراضات سراسری مردم ایران در سال ۱۴۰۱ نیروهای جمهوری اسلامی طی ۷۲ روز ۱۱۰ نفر از معترضان را در شهرهای کردنشین ایران کشته‌اند.

## مشاهیر

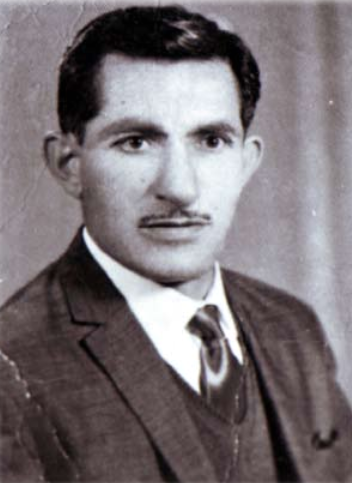
حسن زیرک
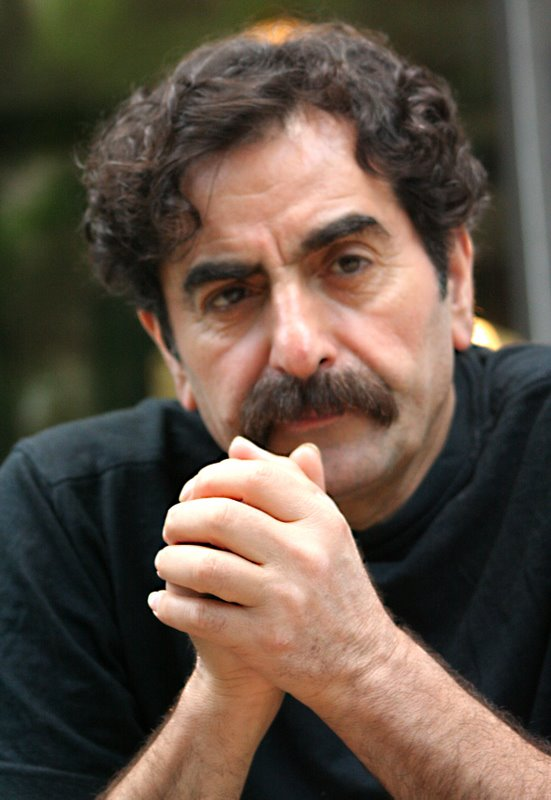
شهرام ناظری
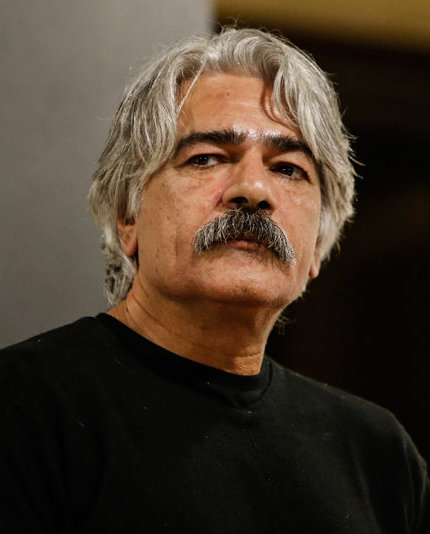
کیهان کلهر
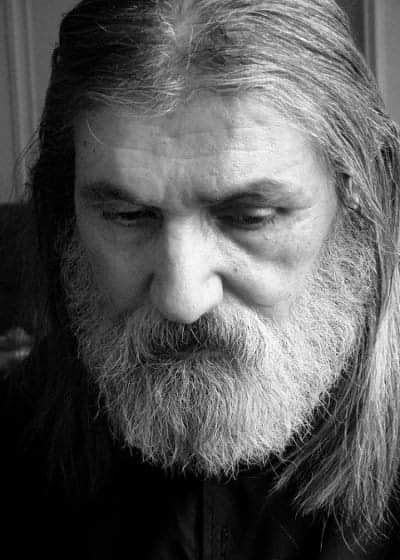
عباس کمندی
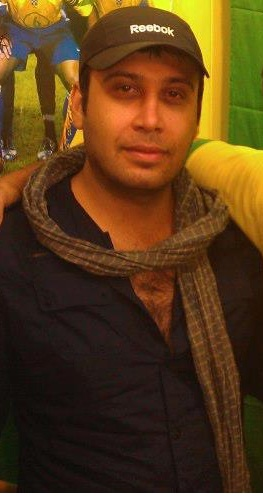
محسن چاوشی
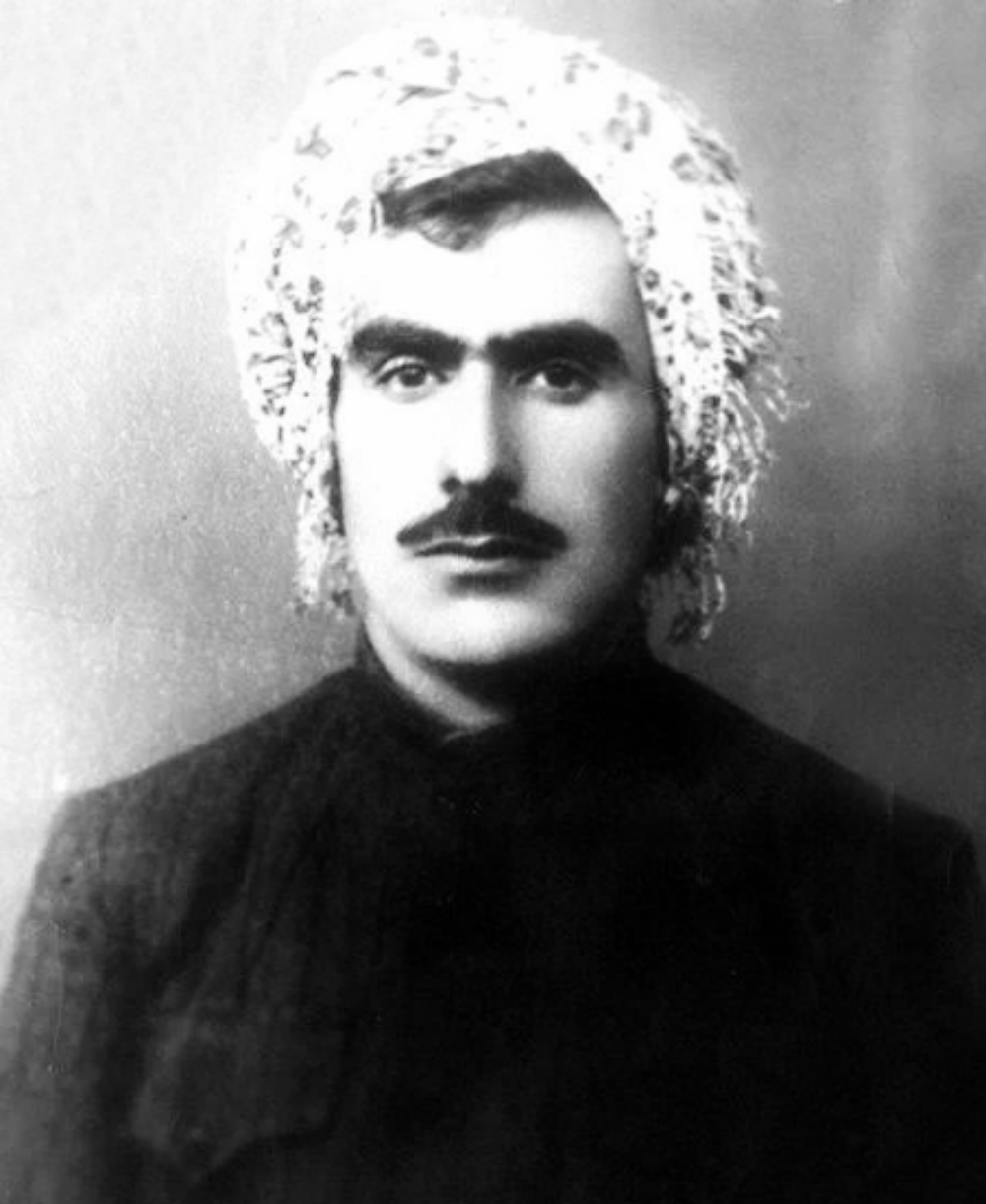
عبدالرحمان شرفکندی
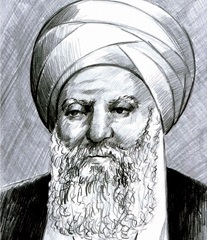
قاضی عبدالجبار
شرف‌خان بدلیسی
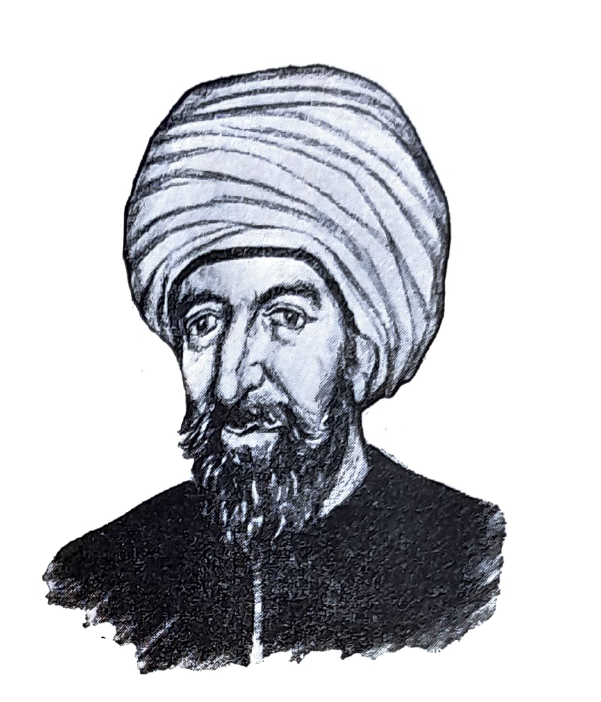
ابو حنیفه دینوری
آيت‌الله مردوخ کردستانی
محمد ماملی
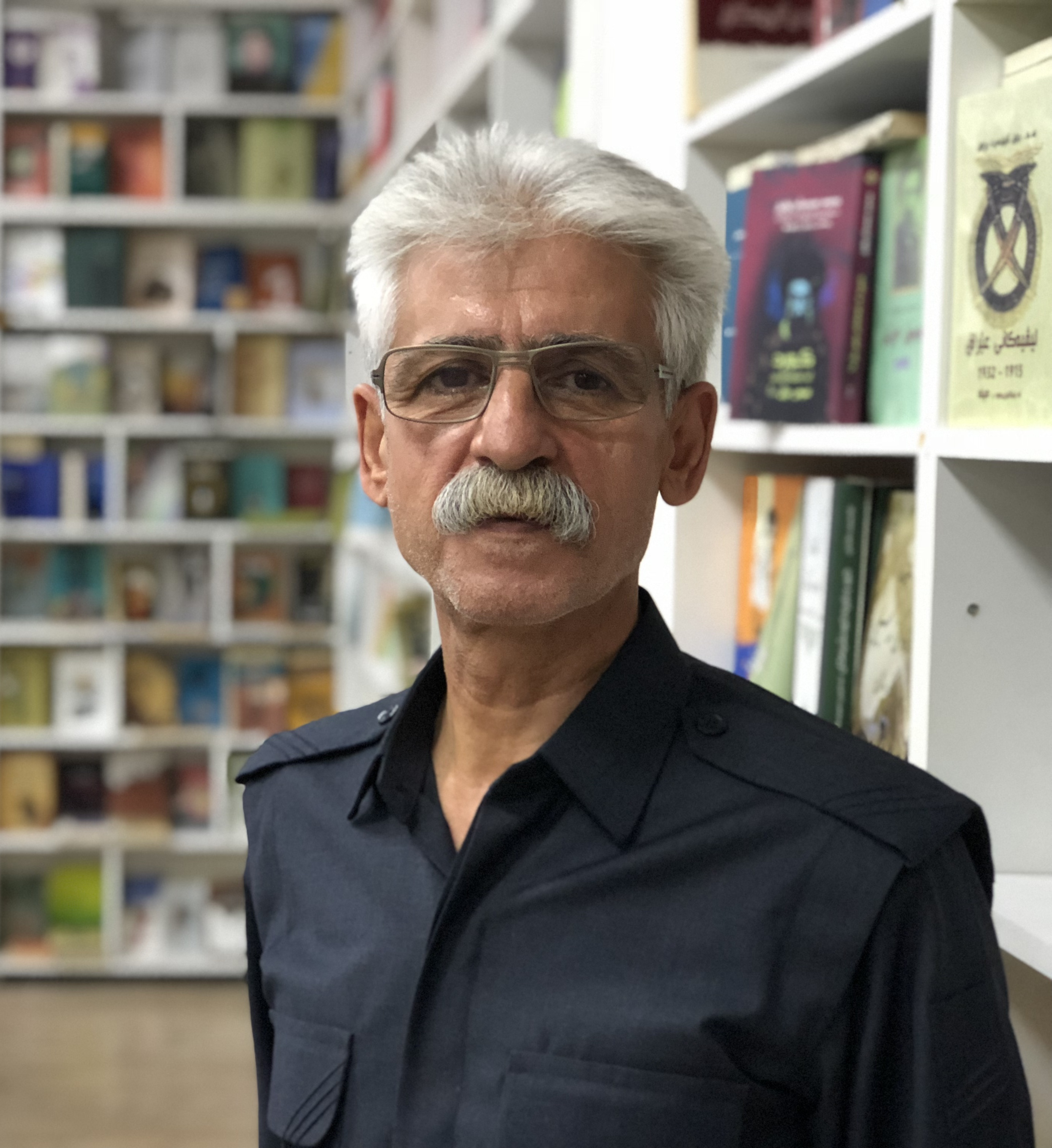
ناصر رزازی
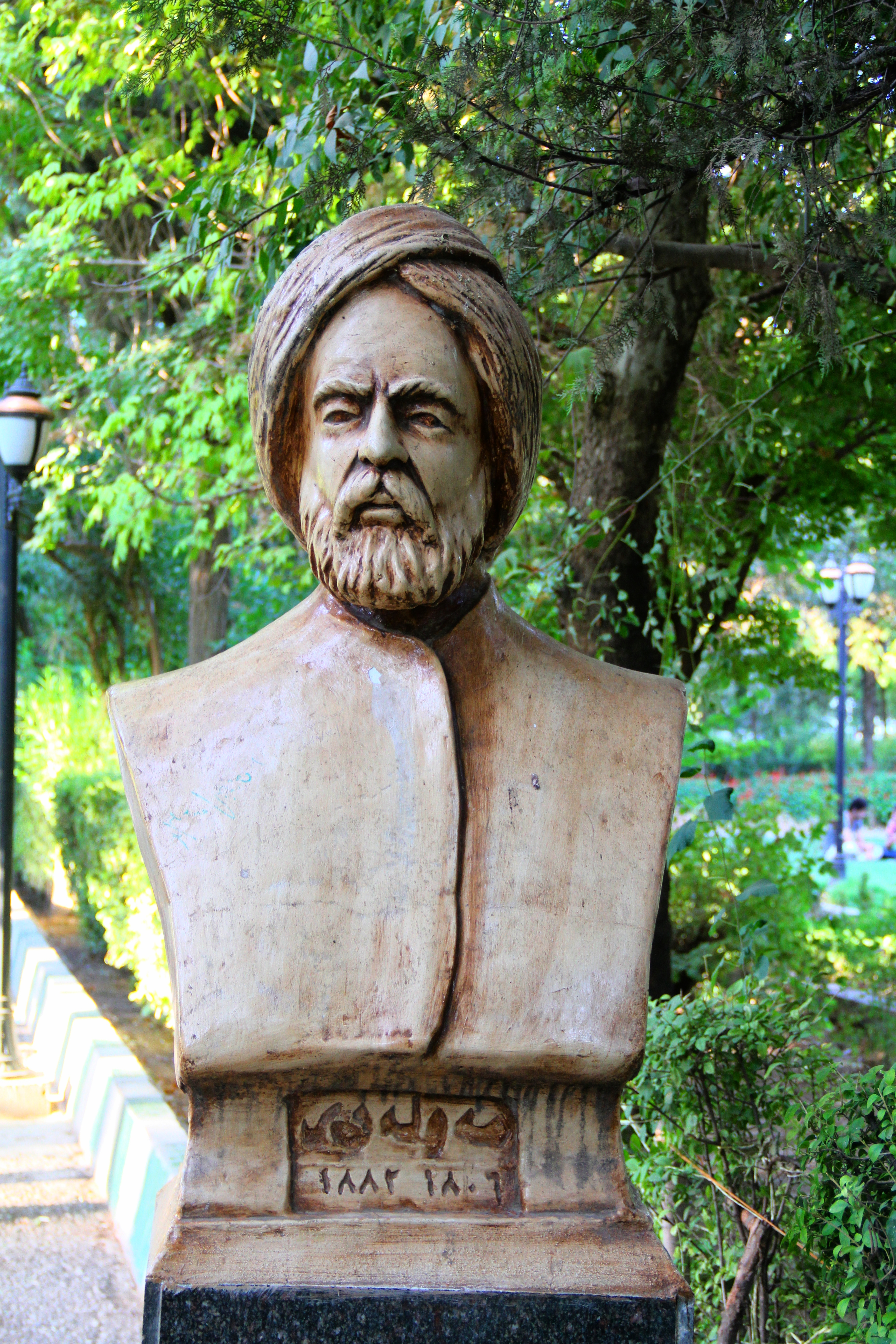
مولوی کُرد
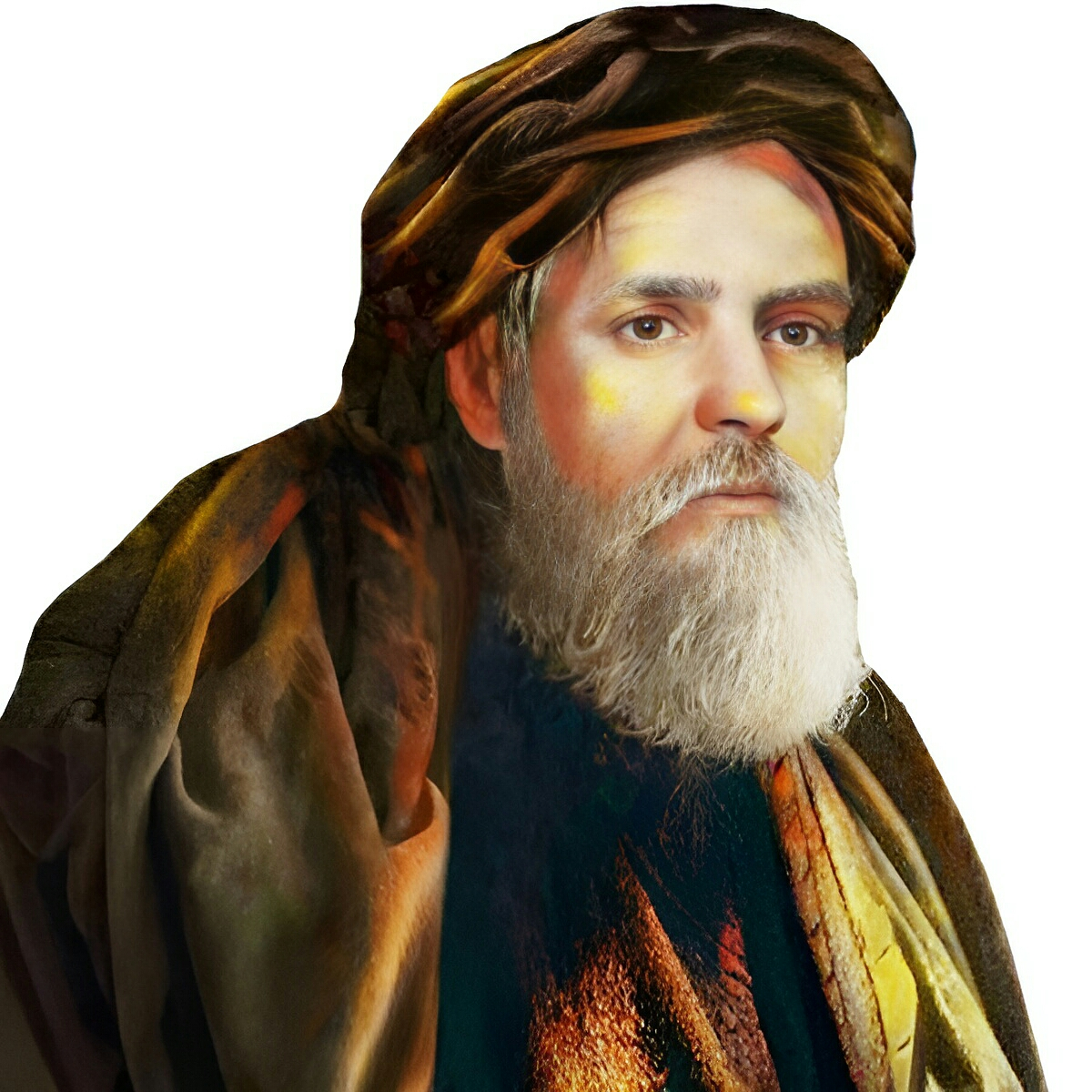
وفایی
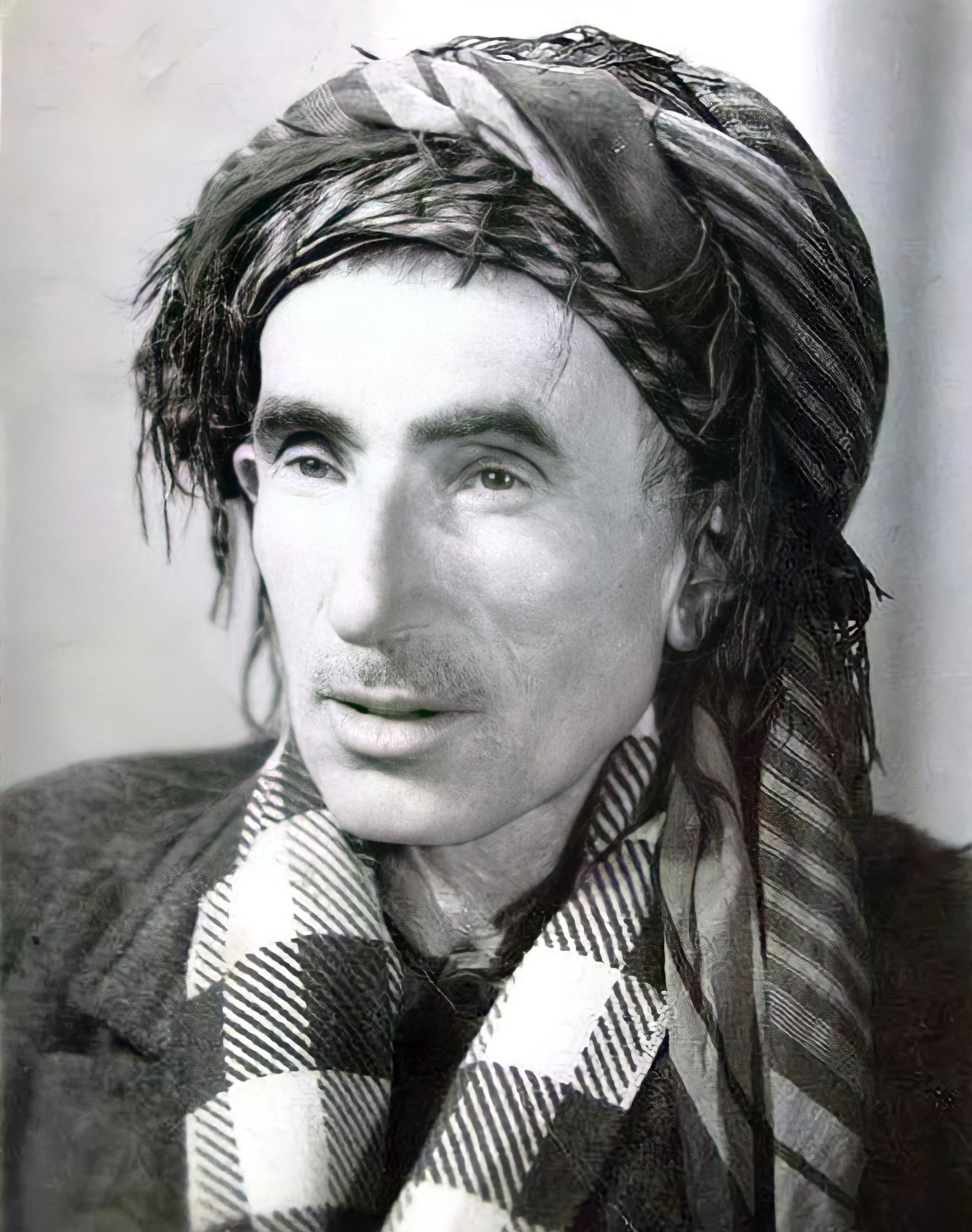
ماموستا قانع از شاعران معاصر کُرد
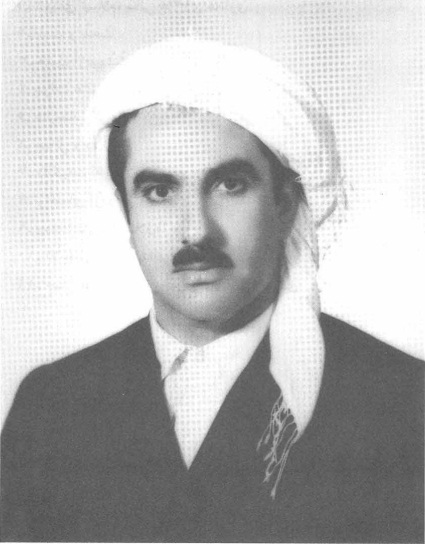
ماموستا ربیعی
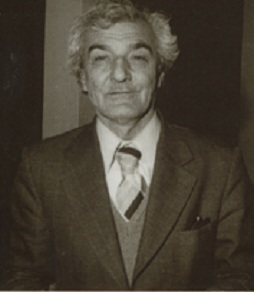
هیمن موکریانی (ماموستا هیمن)
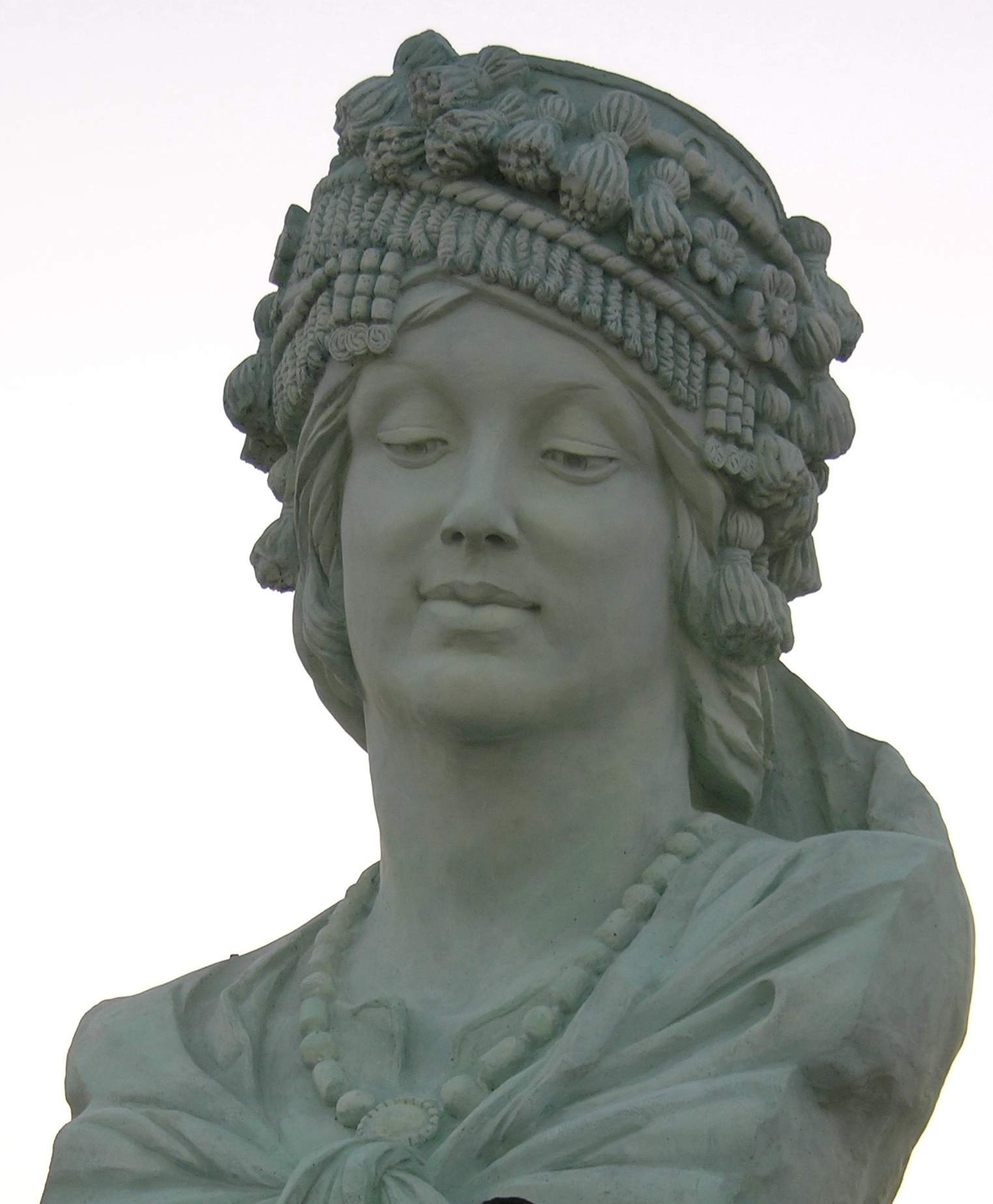
مستوره اردلان
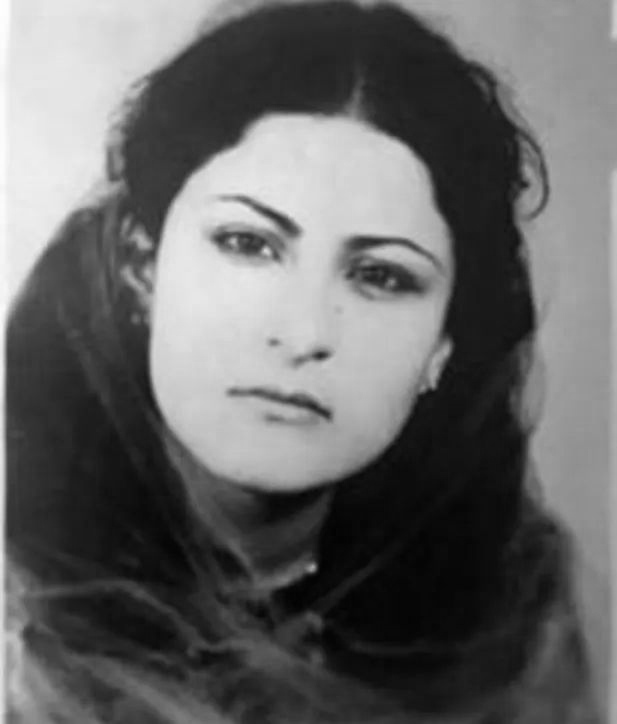
ژیلا حسینی
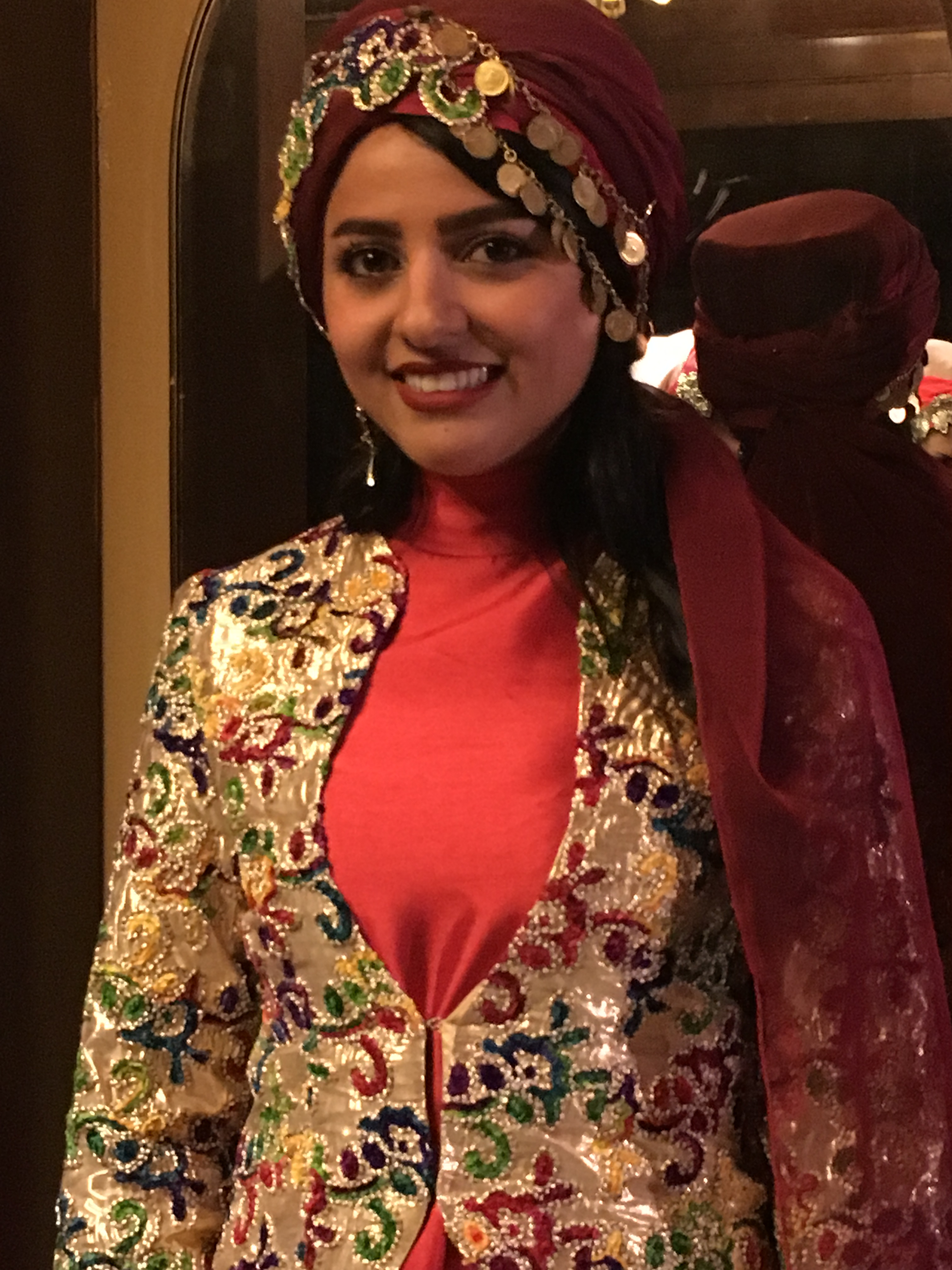
یلدا عباسی
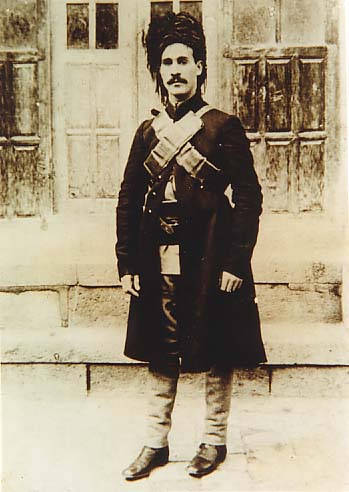
اسماعیل سیمیتقو (سمکو شکاک)
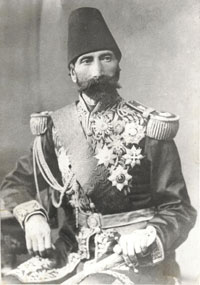
امیرنظام گروسی
صادق شرفکندی
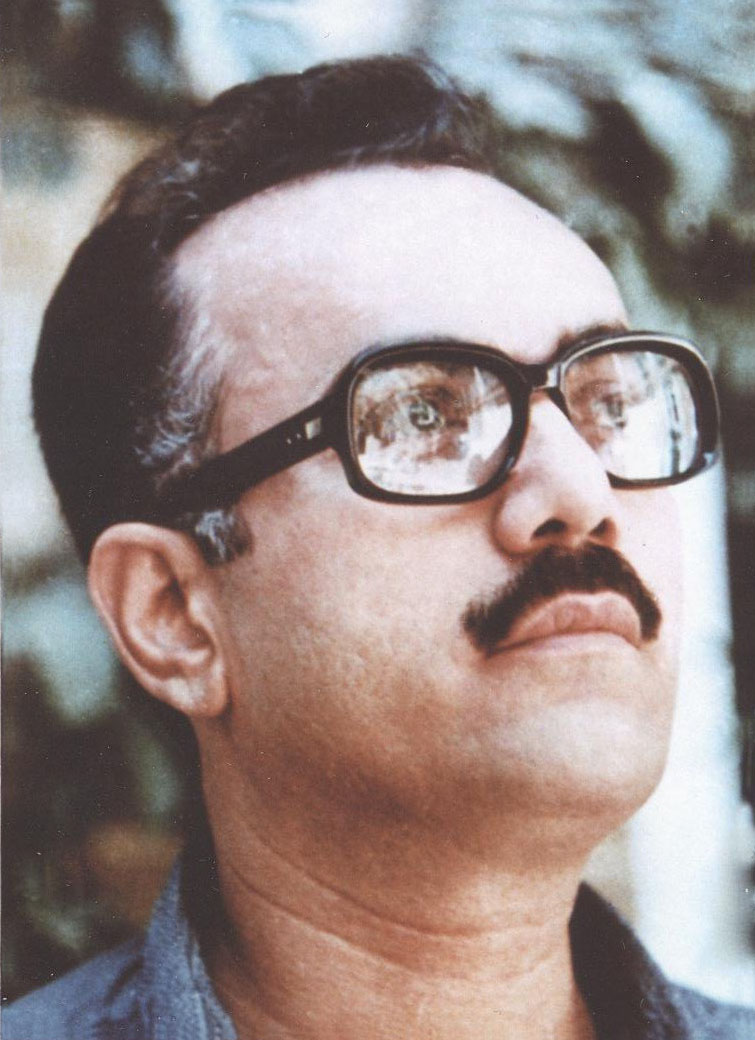
علامه احمد مفتی‌زاده
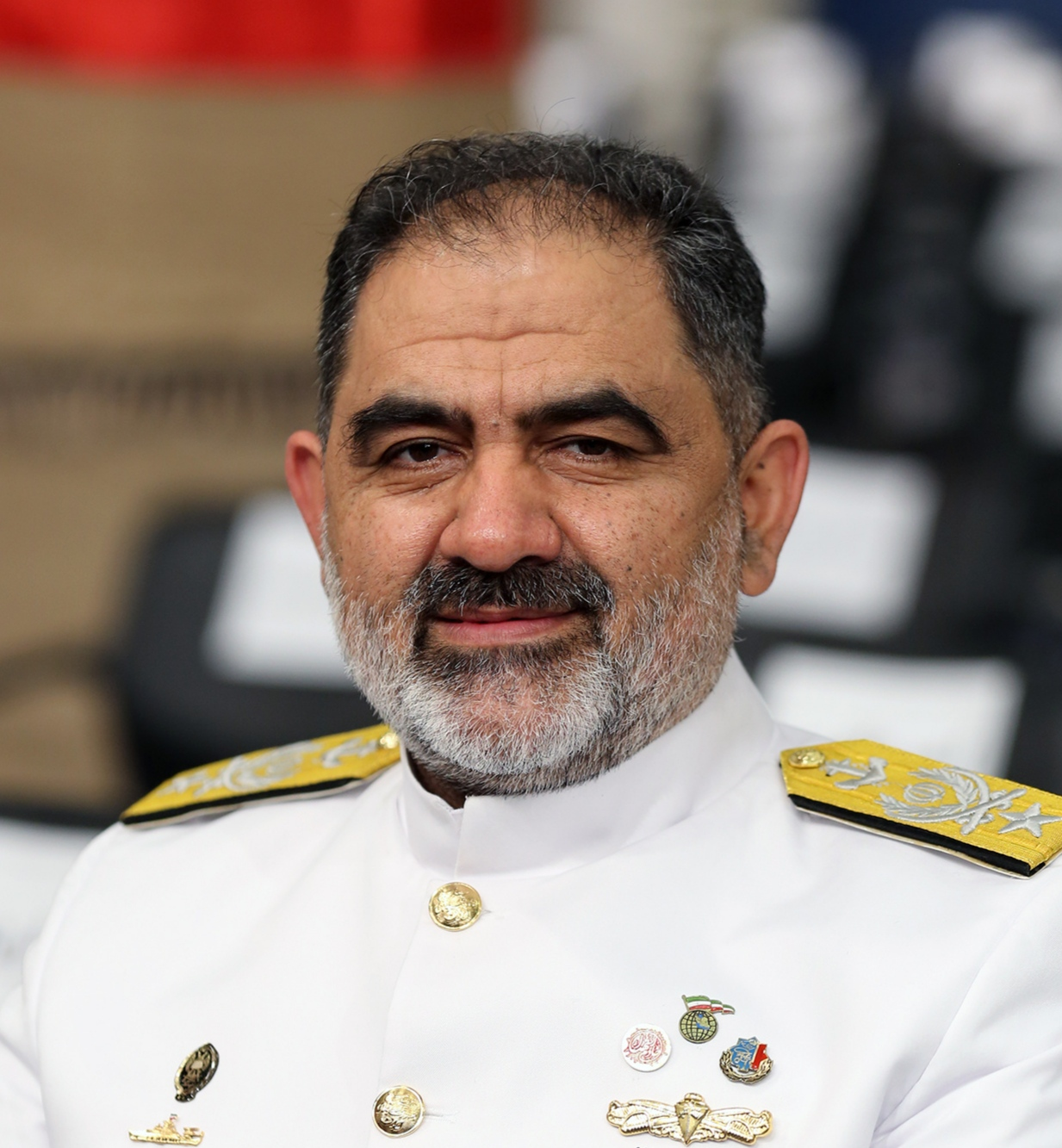
شهرام ایرانی
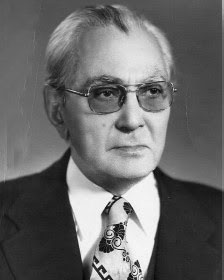
کریم سنجابی
- جلال جلالی‌زادهجلال جلالی‌زاده
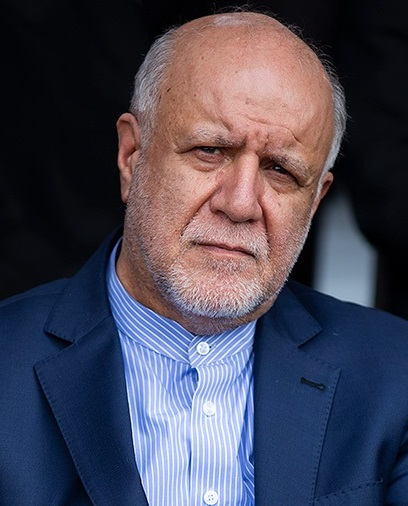
بیژن نامدار زنگنه
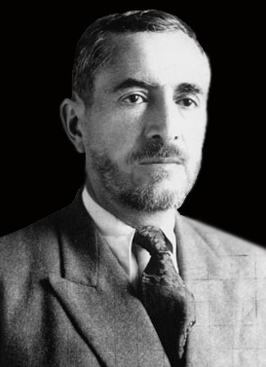
قاضی محمد
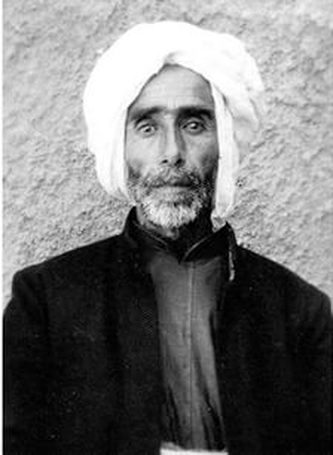
حاجی باباشیخ
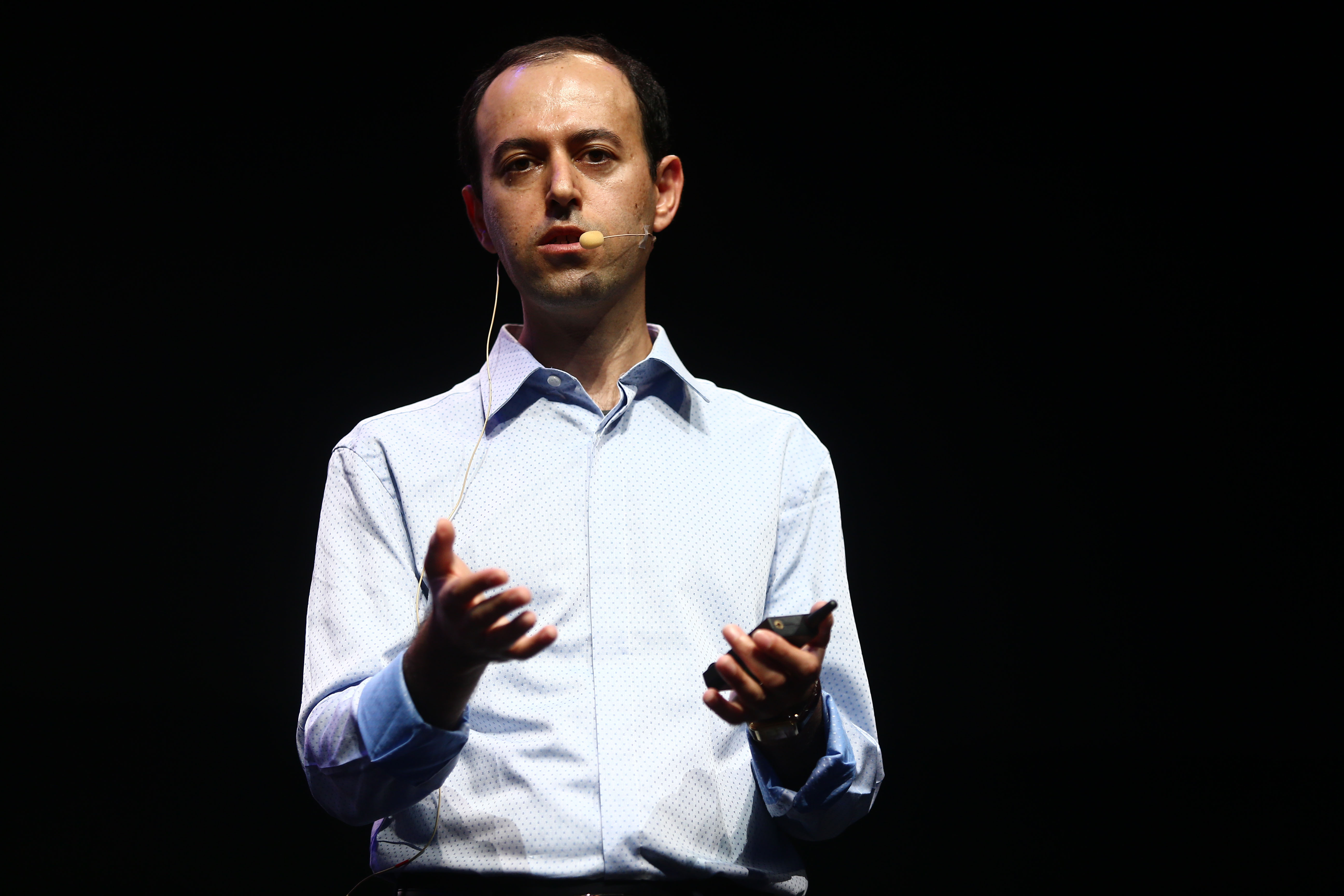
کوچر بیرکار
داریوش رضایی‌نژاد
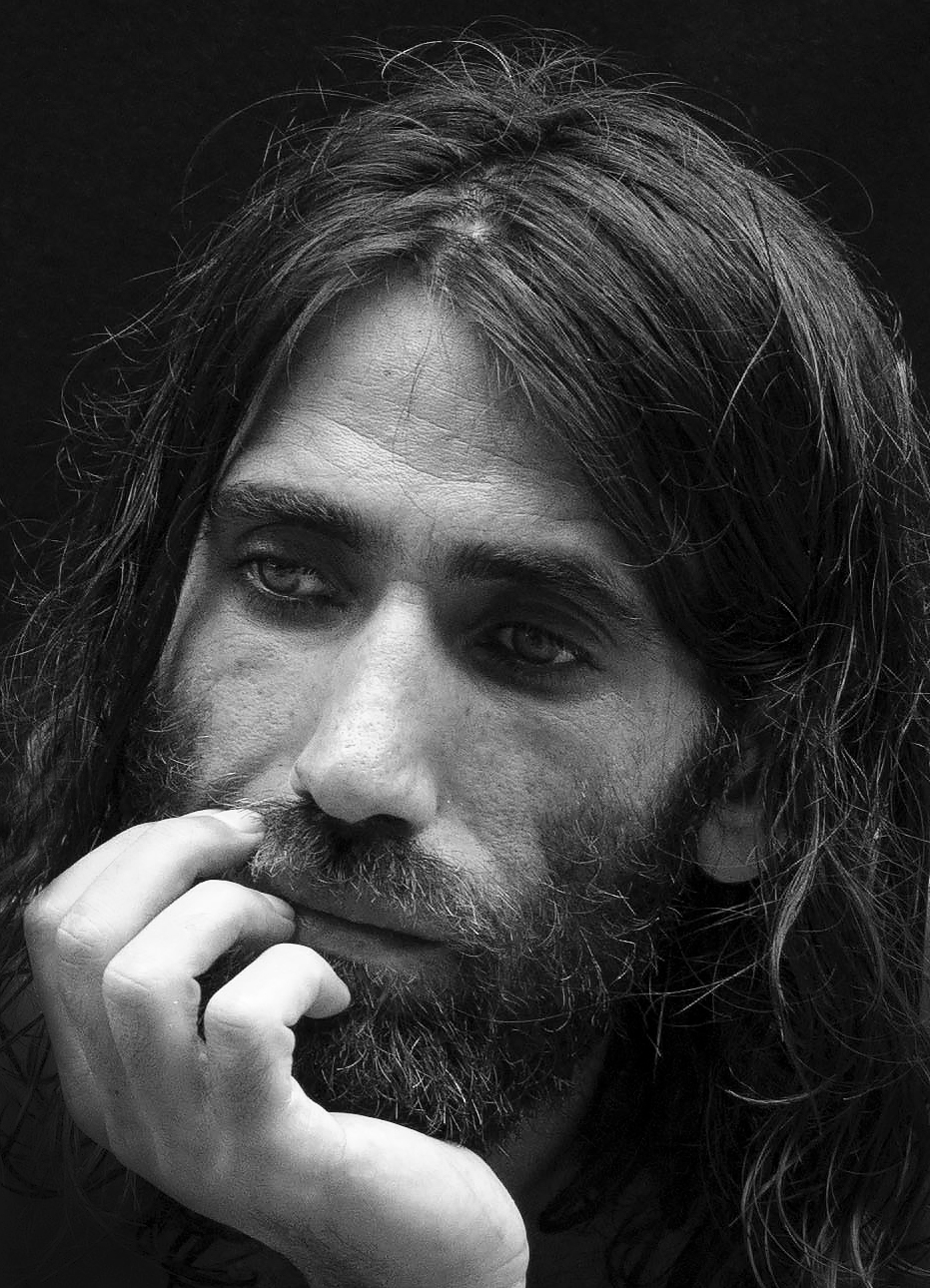
بهروز بوچانی
فریدون معتمد وزیری
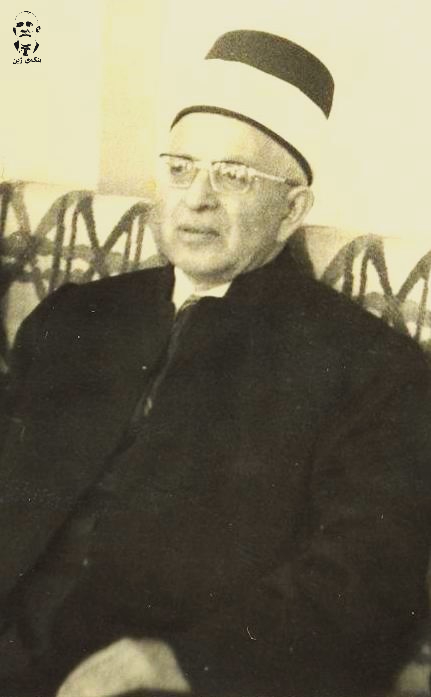
علاءالدین سجادی
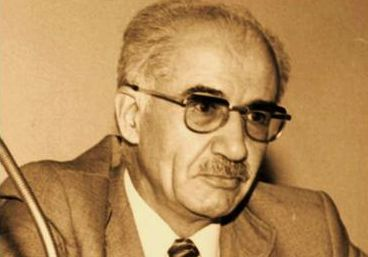
یحیی صادق وزیری
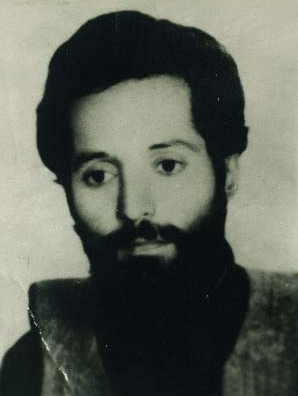
ناصر سبحانی
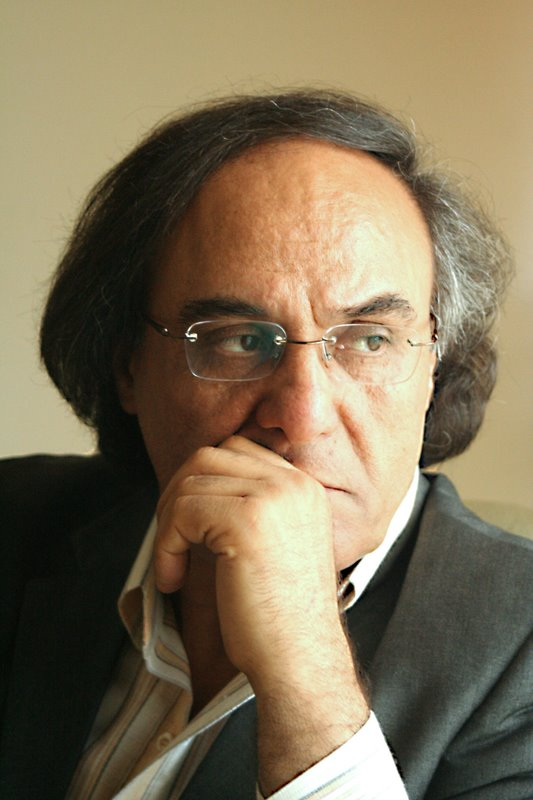
قطب‌الدین صادقی
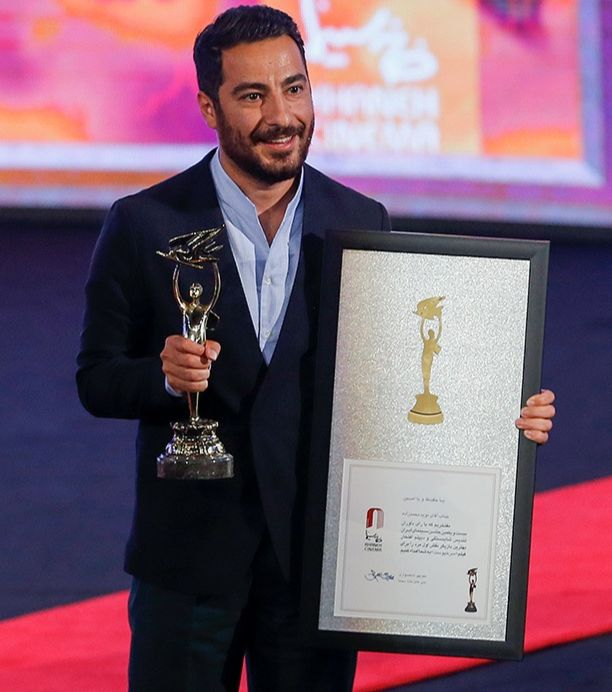
نوید محمدزاده
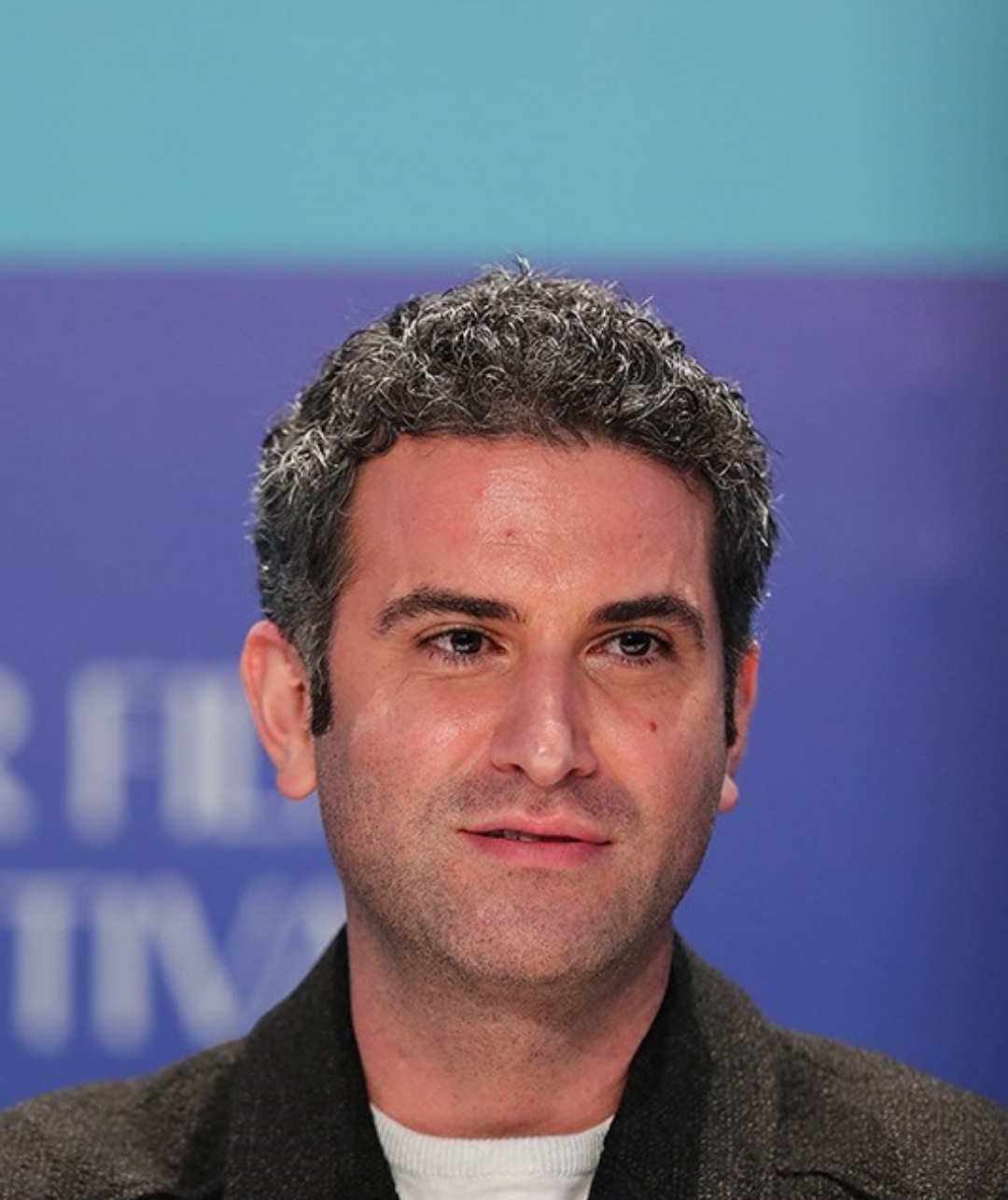
هوتن شکیبا
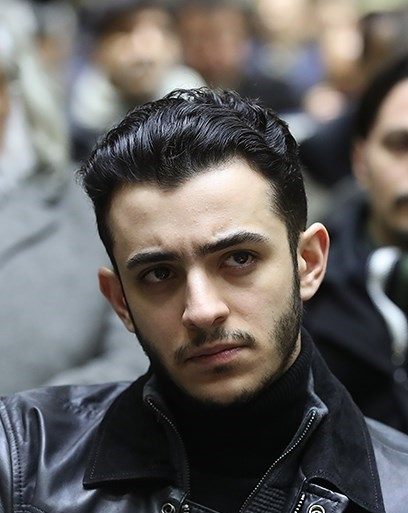
علی شادمان
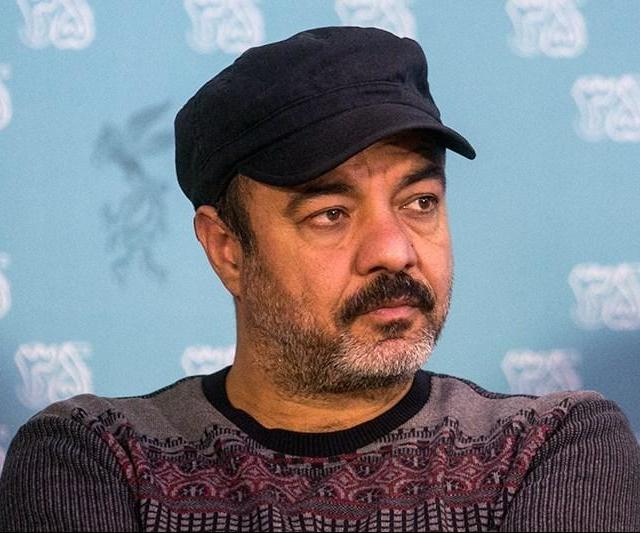
سعید آقاخانی
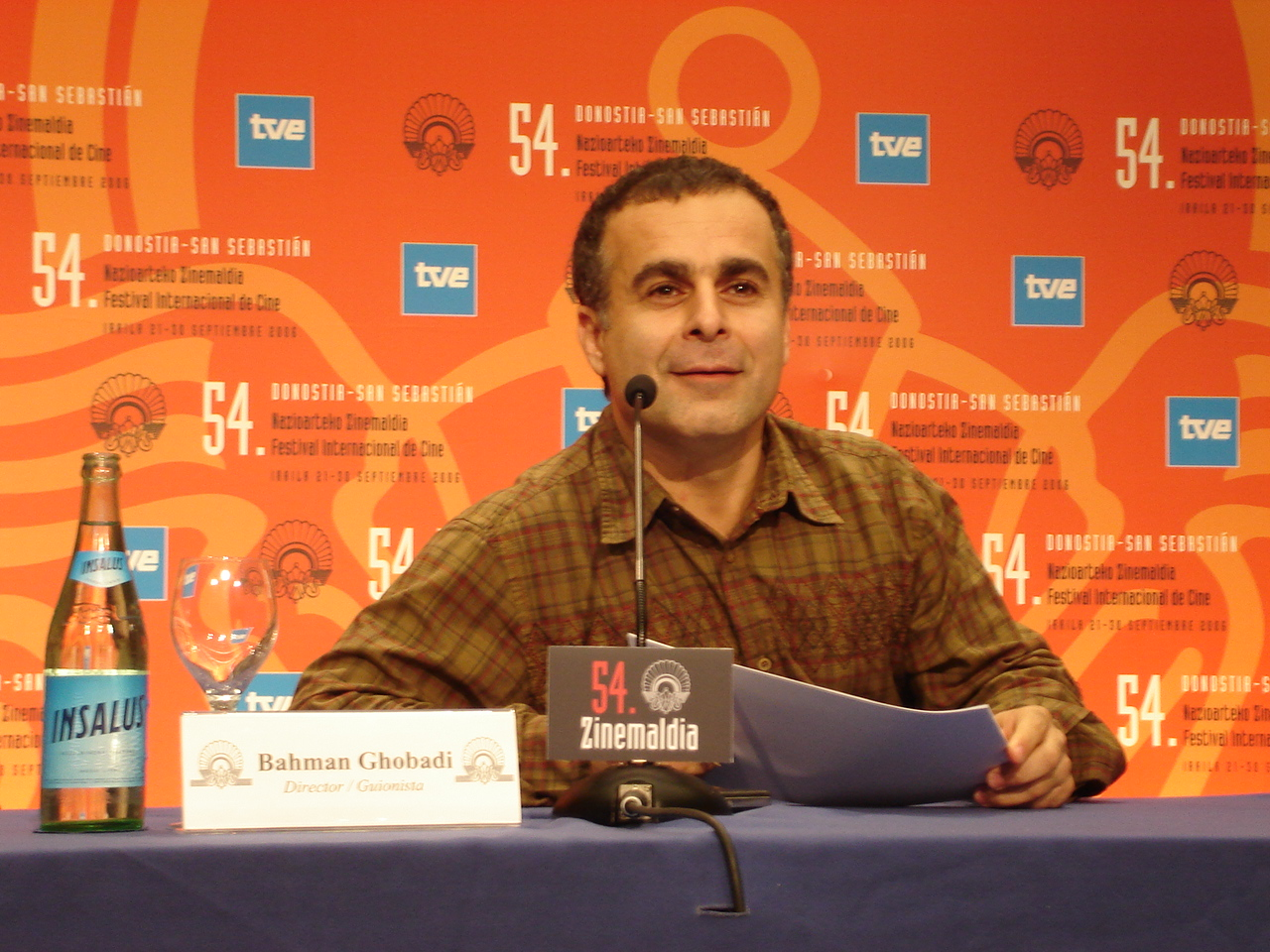
بهمن قبادی
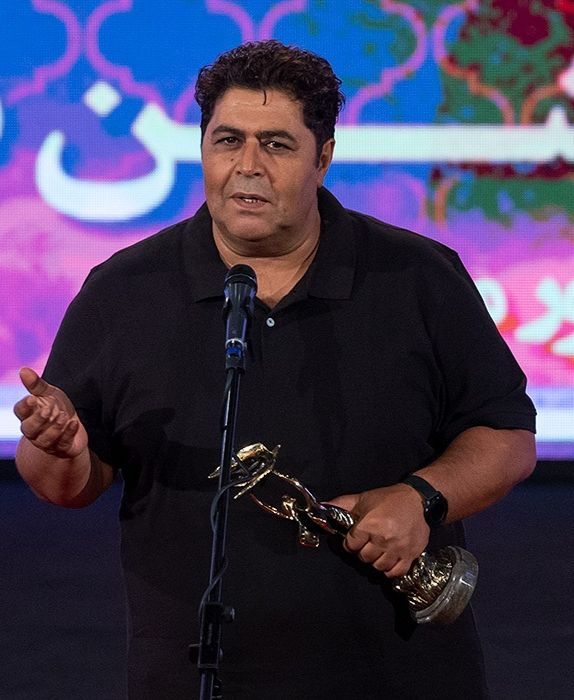
فرهاد اصلانی
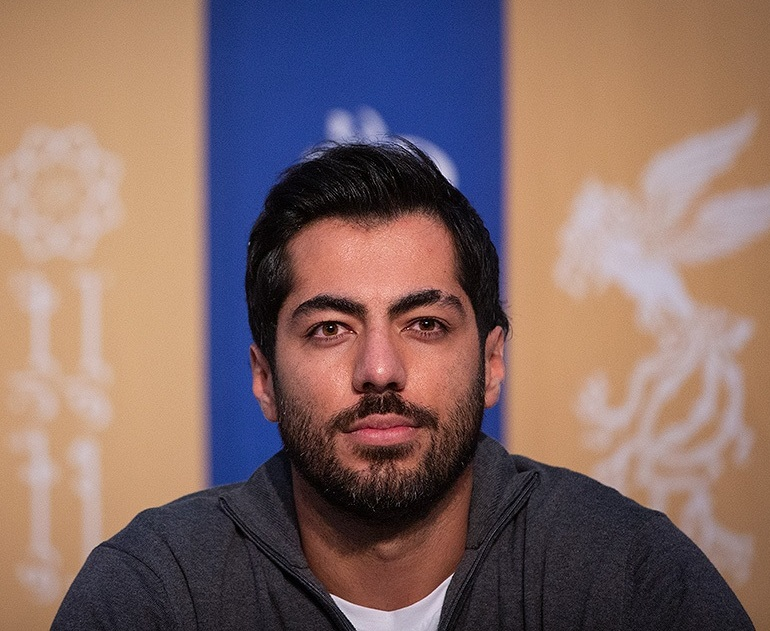
نوید پورفرج
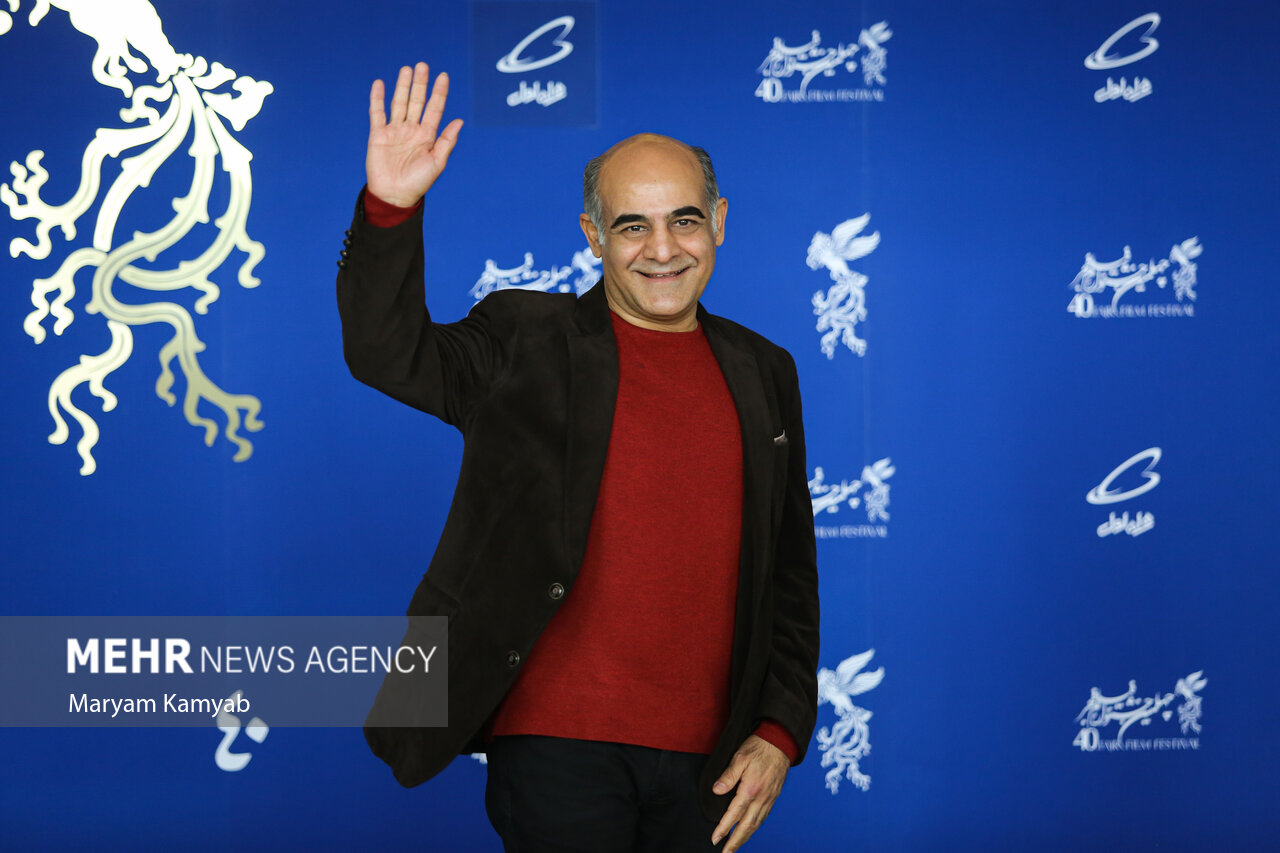
سیاوش چراغی‌پور
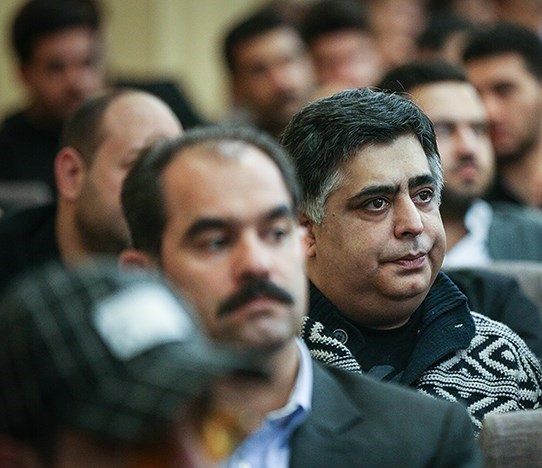
رضا شفیعی‌جم
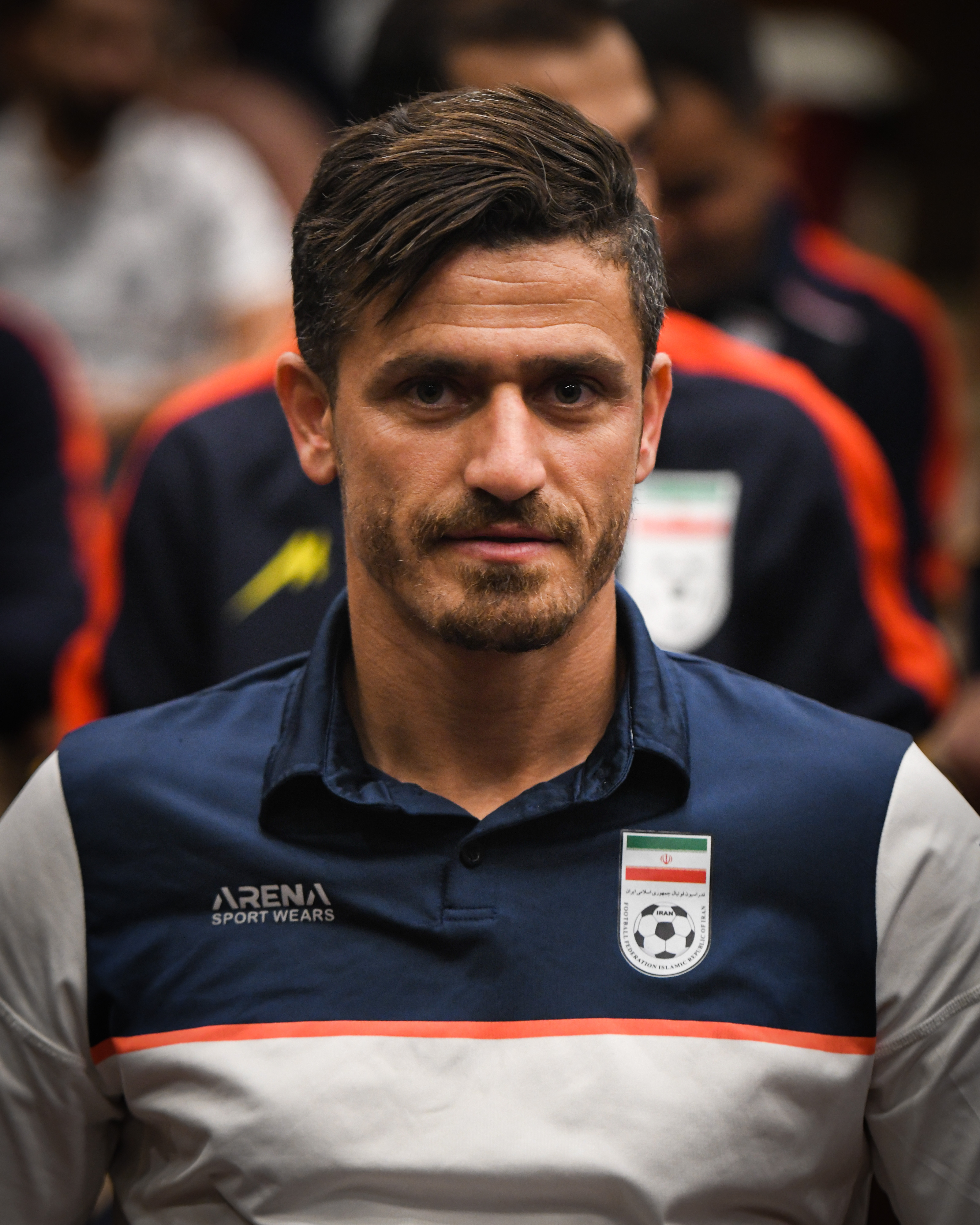
وریا غفوری
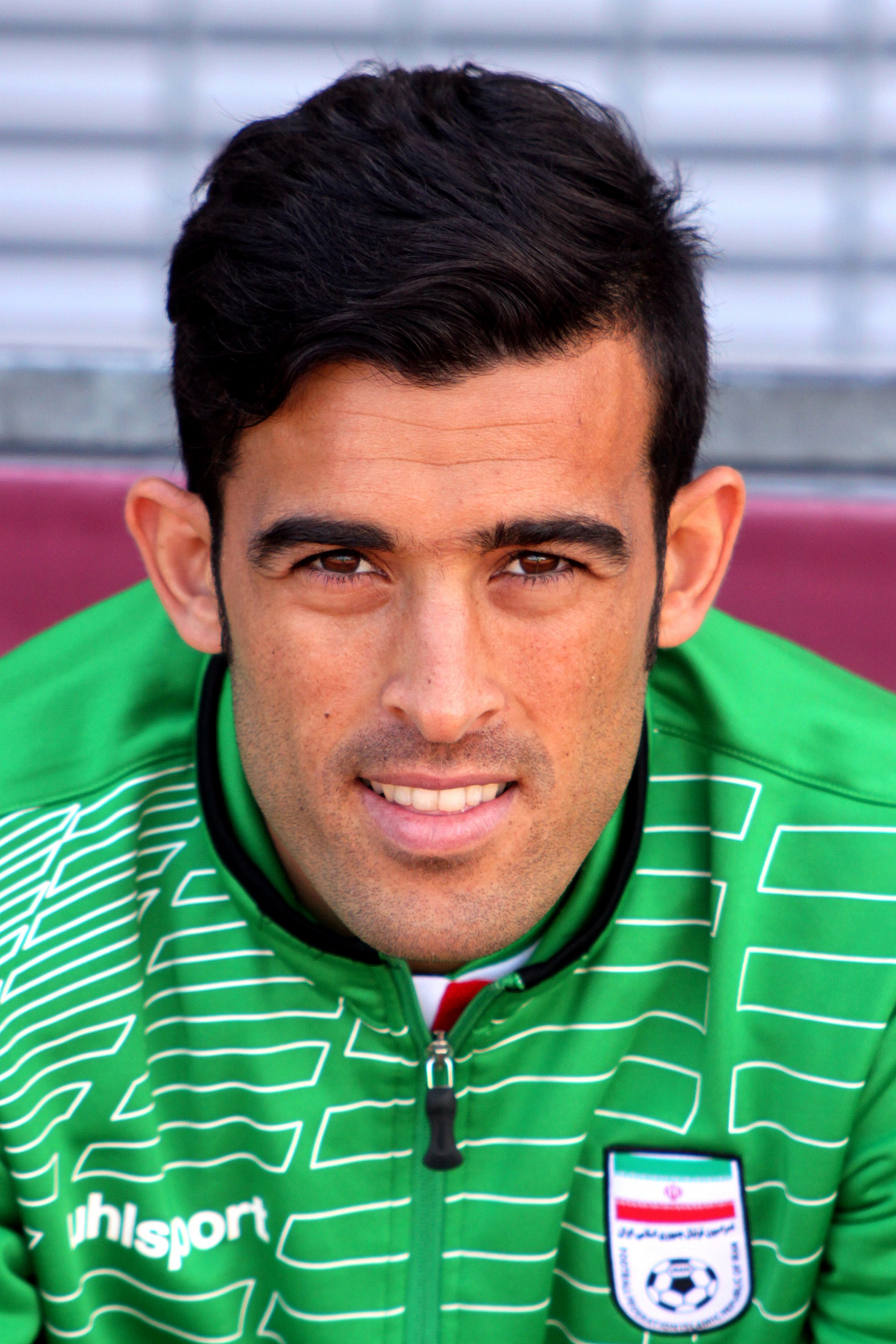
بختیار رحمانی
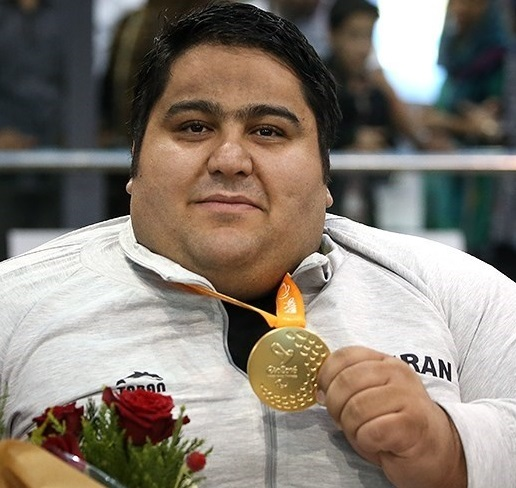
سیامند رحمان
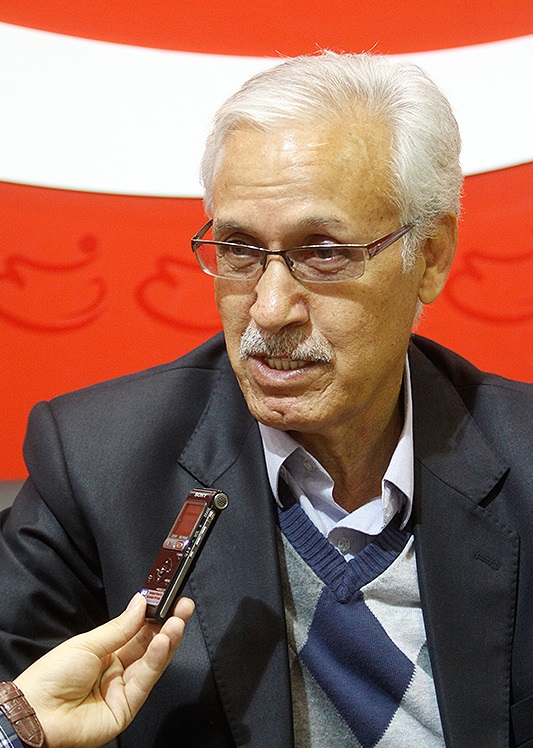
بیژن ذوالفقارنسب
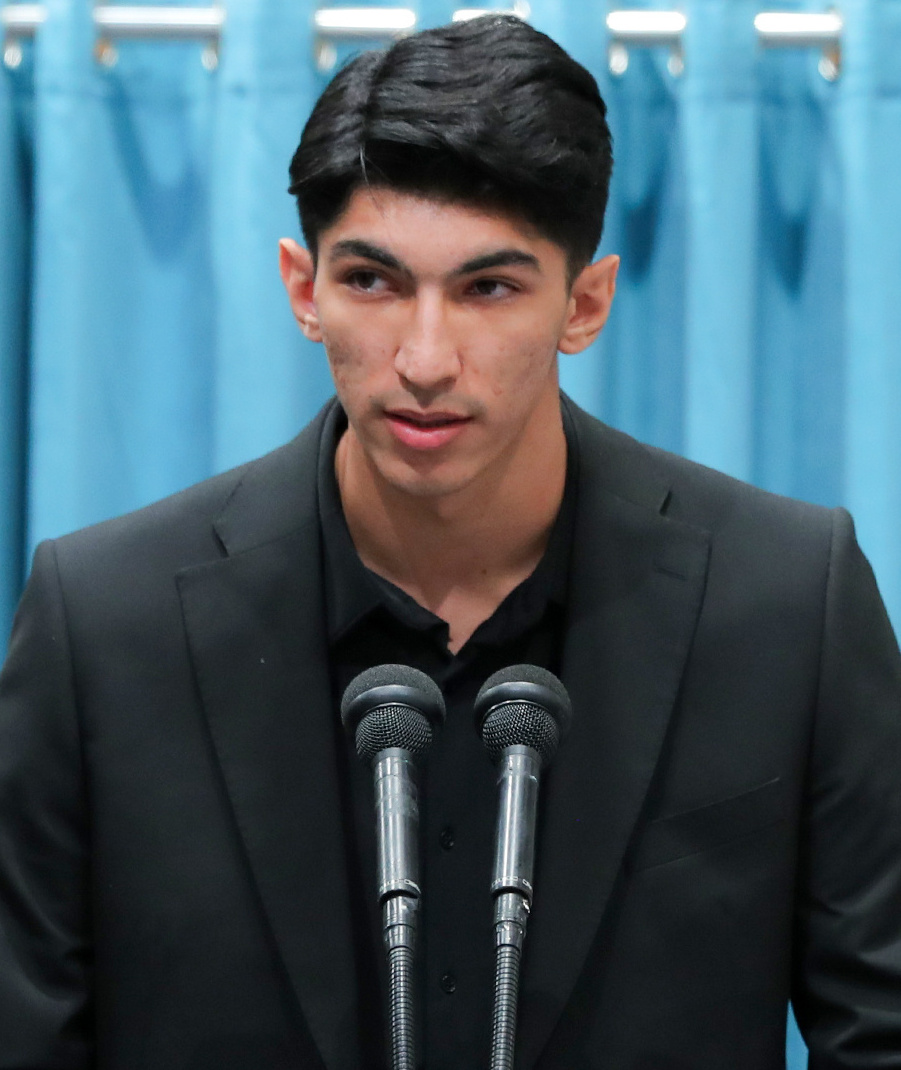
آرین سلیمی